# 陳衣德
陳衣德，字章侯，福建閩縣人，清朝政治人物。同進士出身。

## 生平
雍正元年，登進士，擔任广西文安縣知县。現今其故居位於螺洲鎮店前村。